# Ogaden National Liberation Front

Ogaden-Flagge, die von der ONLF verwendet wird

Die Ogaden National Liberation Front (abgekürzt ONLF; Somali Jahbadda Wadaniga Xoreenta Ogadenia oder Jabhadda Waddaniga Xoreynta Ogaadeenya JWXO, amharisch ኦጋደን፡ ብሔራዊ፡፡ነጽነት፡ግንባር; deutsch etwa „Nationale Ogaden-Befreiungsfront“, „Nationale Befreiungsfront des Ogaden“ oder „Nationale Befreiungsfront für den Ogaden“) ist eine 1984 gegründete islamistische Bewegung in der Somali-Region Äthiopiens, die die Sezession dieser auch Ogaden genannten Region von Äthiopien anstrebt.
Der bewaffnete Arm der ONLF ist die Ogaden National Liberation Army (ONLA).

## Geschichte

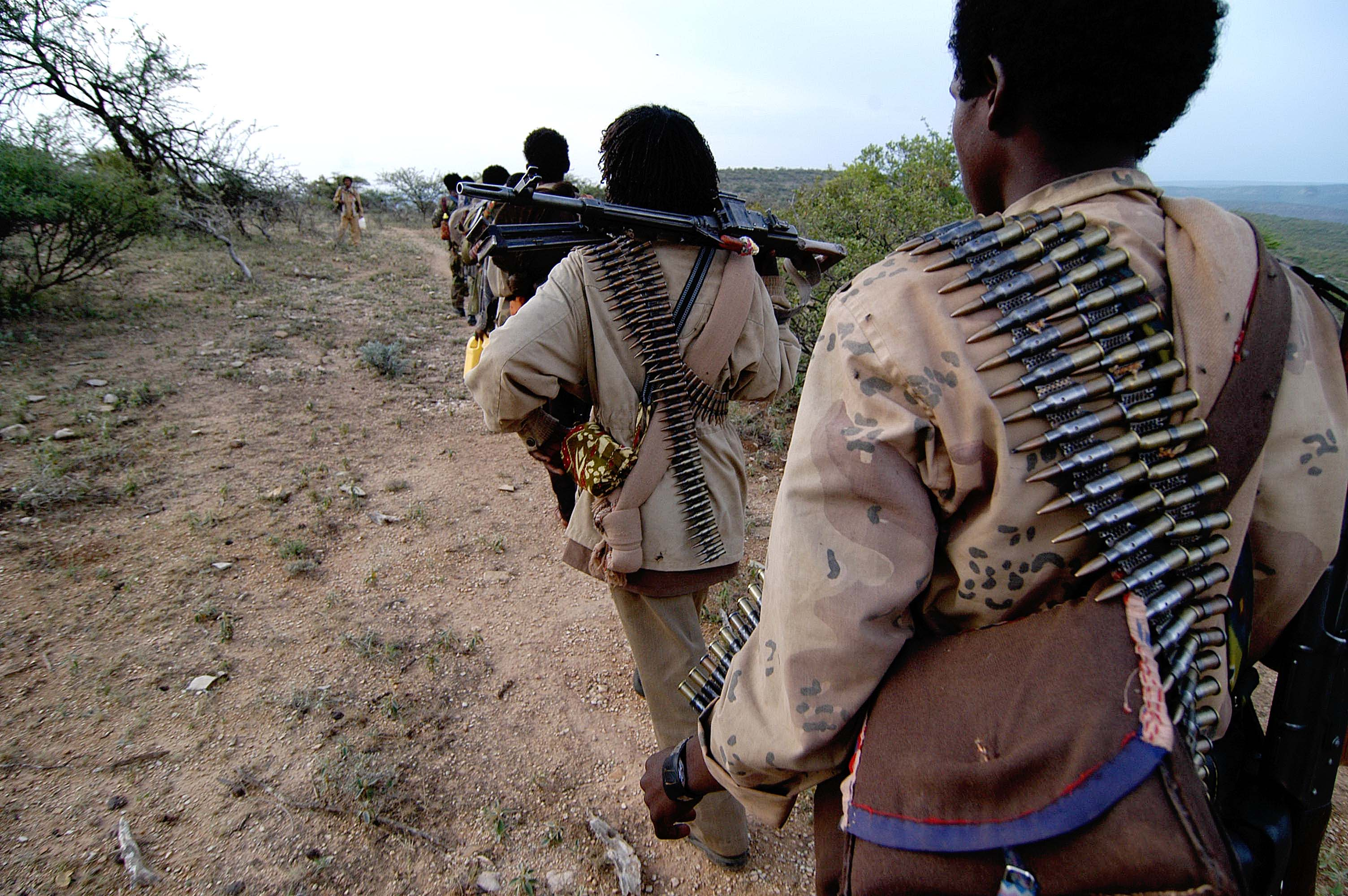
Kämpfer der ONLA

Die ONLF ging 1984 aus Teilen der Westsomalischen Befreiungsfront (WSLF) hervor, die im Ogadenkrieg (1977–1978) und in den nachfolgenden Jahren gegen die äthiopische Regierung gekämpft hatte und zu dieser Zeit weitgehend zerschlagen war. Wie die WSLF ist die ONLF vorwiegend im Somali-Clan der Ogadeni-Darod verankert, der in der Region die Bevölkerungsmehrheit stellt. Im Unterschied zur WSLF, die von der Regierung Somalias unter Siad Barre kontrolliert wurde und für den Anschluss an ein Groß-Somalia kämpfte, distanzierte sich die ONLF vom Barre-Regime und strebt eher eine Unabhängigkeit der Region an. Dies wird auch in der Namensgebung deutlich, denn während „West-Somalia“ das Ziel einer Vereinigung mit Somalia impliziert, steht „Ogaden“ eher für eine eigenständige Identität der Region.
Als die EPRDF 1991 die kommunistische Derg-Militärregierung Äthiopiens stürzte, wurde zunächst die ONLF neben der WSLF zum Partner der EPRDF unter den Somali. Für die erste Übergangsversammlung in Addis Abeba vergab die EPRDF drei der Sitze für die Somali an die WSLF und einen an die ONLF. Die ONLF gewann bei den ersten Wahlen in der neu gebildeten Somali-Region 1992 rund 60 % der Sitze im Regionalparlament und stellte ein Jahr lang die Regionalregierung (danach regierten Angehörige der WSLF oder unabhängige Kandidaten aus dem Ogadeni-Clan). Die ONLF vertrat vorwiegend Interessen des Ogadeni-Clans und setzte sich dafür ein, die Region „Ogaden“ zu nennen, scheiterte damit jedoch am Widerstand anderer Clans, die diese Benennung als Zeichen einer Vorherrschaft der Ogadeni ablehnten. Die Region erhielt folglich den umfassenderen Namen „Somali“. Die ONLF setzte jedoch durch, dass die Stadt Gode im Gebiet der Ogadeni Regionshauptstadt wurde.
1994 überwarf sich die ONLF mit der EPRDF, als das Regionalparlament die Absicht zur Sezession erklärte. Bei den nächsten Wahlen 1995 mussten die Ogadeni-Nationalisten die Macht an die der Zentralregierung genehmere Ethiopian Somali Democratic League (ESDL) abtreten, die verschiedene Nicht-Ogadeni-Clans umfasste. Die EPRDF hatte seit 1992 eine Strategie gegen die sezessionistischen Bestrebungen der ONLF entwickelt. Zu den Wahlverlusten der ONLF trug bei, dass es innere Spaltungen gab und radikale Teile der Organisation Wahlboykott betrieben, zudem wurden die Wahlkreise zugunsten der anderen Clans geändert.
1998 vereinigten sich die ESDL und gemäßigte Vertreter der legalen ONLF zur Somali People’s Democratic Party (SPDP), die seither Regionalpartner der EPRDF ist.

## Ziele und Aktivitäten
Die ONLF wirft der äthiopischen Regierung vor, die Somali zu marginalisieren und zu unterdrücken. Seit 1994 betreiben Teile der ONLF wieder einen Guerilla-Kampf vorwiegend mit überfallartigen Angriffen (hit-and-run). Sie sind hauptsächlich in den vom Ogadeni-Clan dominierten Gebieten von Fiq, Korahe, Degehabur, Gode und Warder aktiv, wo sie Unterstützung von der Bevölkerung genießen; allerdings unterstützen nicht alle Unterclans der Ogadeni die ONLF gleichermaßen, und auch unter den Ogadeni gibt es unterschiedliche Ansichten über die Organisation, ihre Ziele und Vorgehensweisen. Darüber hinaus hat die ONLF fast in der gesamten Region Informanten und Sympathisanten. Die Regierung bekämpft die ONLF, indem sie die militanteren Teile der Gruppierung politisch isoliert und mit gelegentlichen Militäroperationen gegen sie und ihre mutmaßlichen Unterstützer vorgeht, während sie gemäßigte Vertreter politisch einbindet. In den letzten Jahren hat die ONLF an Stärke gewonnen, da sie vom mit Äthiopien verfeindeten Eritrea Unterstützung erhält.
Die ONLF und die Oromo-Befreiungsfront OLF waren zudem 2006 in der somalischen Hauptstadt Mogadischu, als diese von der Union islamischer Gerichte kontrolliert wurde. ONLF, OLF und die Union wurden von Eritrea unterstützt, und die Furcht vor einem Zusammenschluss von Islamisten, ONLF und OLF mit Eritrea im Hintergrund trug wesentlich dazu bei, dass Äthiopien Ende 2006 gegen die Union islamischer Gerichte in Somalia intervenierte. Viele Führungspersönlichkeiten der ONLF wurden in den 1960er und 1970er Jahren in arabischen Staaten ausgebildet, und einige von ihnen haben islamistische Ansichten, insgesamt vertritt die ONLF jedoch einen säkularen Ogadeni-Nationalismus und hat sich von radikaleren islamistischen Gruppen distanziert. Mit der extremistischen somalischen al-Shabaab soll es 2007 gar zu Kämpfen gekommen sein, und die ONLF soll mit US-Truppen in der Region gegen Islamisten zusammengearbeitet haben.
Ab Anfang 2007 intensivierte die ONLF ihre Angriffe gegen Militärkonvois und Verwaltungseinrichtungen. Sie wendet sich auch gegen chinesische Unternehmen, die in der Region Erdöl und Erdgas suchen und denen sie vorwirft, dass Nomaden aus ihren Weidegebieten verdrängt wurden, um die Öl- und Gassuche zu erleichtern. Im April 2007 verübte die ONLF einen größeren Angriff auf ein Ölfeld in Abole (in der Degehabur-Zone), bei dem 65 Äthiopier und neun Chinesen getötet wurden. Seither hat sich der Konflikt mit der äthiopischen Armee zugespitzt. Dabei soll vor allem die Armee, aber auch die ONLF Menschenrechtsverletzungen an der Zivilbevölkerung begangen haben. Beide Seiten gehen aggressiv gegen Personen vor, die sie als Kollaborateure der jeweils anderen Seite verdächtigen. Die ONLF hat sich auch bei Konflikten zwischen den Ogadeni und anderen Clans wie den Isaaq beteiligt.